# 勘物
勘物（かんもつ）とは、典籍などの文章の内容について書き加えられた注記のことを指す。
裏書（うらがき）とも。

## 解説
勘物の形式については特に定められた形式は無く、文章の頭注や傍注、本文中、奥書や紙背など、勘物を記した者によって様々である。
また、内容についても同様で、文字や語句の異同、人名や地名についての解説、語釈、異説や参考例、出典など当該典籍の解釈に関わる記述であれば、幅広く記されていた。
有名な勘物としては儀式書である『西宮記』に書かれたもので、各種の先例・慣習などが詳しく記されており、当時の有職故実の集大成と呼びうるものになっている。

### 勘物のまとめ
また、時代が下るにつれて大量にある勘物自体を取りまとめることも行われた。
例えば、『大鏡』の勘物が抜き出された『大鏡裏書』や藤原定家が『源氏物語』の書写等を行った際に加えた勘物だけを集成した『源氏物語奥入』などが知られている。